# 渡边健司
渡边健司（日语：／ Watanabe Kenji，1969年7月17日—2017年9月18日），日本前男子游泳运动员。他曾获得2枚亚洲运动会游泳比赛男子200米蛙泳金牌。除此之外他也参加了三届奥林匹克运动会。